# Acrapex tristigata
Acrapex tristigata är en fjärilsart som beskrevs av W. Warren 1914. Acrapex tristigata ingår i släktet Acrapex och familjen nattflyn. Inga underarter finns listade i Catalogue of Life.